# Ostrowiec (obwód grodzieński)
Ostrowiec (biał. Астраве́ц, trb. Astrawiec, ros. Острове́ц, lit. Аstravas) – miasto i centrum administracyjne rejonu w obwodzie grodzieńskim Białorusi, na Wileńszczyźnie. Liczy 8300 mieszkańców (2010).
Położony jest nad rzeką Łoszą, 250 km na północny wschód od Grodna, 4 km od stacji kolejowej Gudogaje na linii Mińsk – Wilno; powiązany połączeniami drogowymi z Oszmianą.

## Nazwa
Nazwa ma pochodzenie słowiańskie i wywodzi się od wieloznacznego terminu „ostrów”, oznaczającego m.in. wyspę na rzece. Na prawym brzegu przepływającej przez miejscowość Łoszy istniała w przeszłości umocniona wyspa.

## Historia
Pierwsza wzmianka o miejscowości pochodzi z 1466 roku. Od 1509 roku do rozbiorów Polski było to miasto prywatne, w powiecie wileńskim województwa wileńskiego I Rzeczypospolitej.
Pod zaborami należało do guberni wileńskiej Imperium Rosyjskiego.
W latach 1921–1939 Ostrowiec był na terytorium II Rzeczypospolitej.
Po agresji ZSRR na Polskę we wrześniu 1939 roku miejscowość włączona została do Białoruskiej SRR. Od 1940 roku była centrum administracyjne rejonu. 
Podczas okupacji hitlerowskiej, w lipcu 1941 roku Niemcy utworzyli getto dla żydowskich mieszkańców. Przebywało w nim około 1700 osób. 9 października 1942 roku Niemcy zlikwidowali getto, a Żydów zamordowano w Murawicy. 
Od 1958 roku Ostrowiec posiadał status osiedla typu miejskiego. 28 kwietnia 2012 roku miejscowość otrzymała prawa miejskie.
Od 1991 roku Ostrowiec leży w niepodległej Republice Białorusi.
W 1994 roku w Ostrowcu wzniesiono pomnik ku czci Jazepa Haszkiewicza, naukowca i badacza Japonii. W maju 1997 roku i październiku 2002 roku odbyły się 1. i 2. międzynarodowe recytacje twórczości Haszkiewicza.
W latach 1994–1999 zbudowano cerkiew prawosławną pod wezwaniem Świętych Piotra i Pawła.
W dniu 14 czerwca 2007 roku prezydent Białorusi, ukazem nr 279, zatwierdził obecne symbole Ostrowca – herb i flagę.
Od 2013 roku w południowej części miasta prowadzona jest budowa elektrowni jądrowej z dwoma reaktorami.

## Zabytki
- Kościół katolicki pw. śś. Kosmy i Damiana zbudowany w latach 1785–1787 w stylu klasycystycznym z funduszy Hilarego Ciszewskiego. W 1866 roku zamieniony w cerkiew prawosławną. Po I wojnie światowej oddany katolikom, nieprzerwanie czynny. W kościele znajdują się nagrobki rodziny Wańkowiczów.
- Kościół pw. Znalezienia Krzyża Świętego zbudowany w 1911 roku w stylu neogotyckim.
- w XV w. w tym samym miejscu znajdował się kościół i klasztor dominikanów fundacji Jana Mikołaja Korsaka. Po kasacie zakonu, w 1866 roku klasztor zlikwidowano, a budynek rozebrano.

## Elektrownia jądrowa
W pobliżu Ostrowca budowana jest elektrownia jądrowa, która ma składać się z dwóch bloków energetycznych produkcji rosyjskiej, z reaktorami WWER-1200, każdy o mocy 1200 MW. Okres eksploatacji elektrowni przewidziano na 60 lat, a paliwem będzie uran niskowzbogacony U-235. Źródłem zaopatrzenia w wodę do systemów chłodzenia będzie rzeka Wilia. Uruchomienie pierwszego bloku planowane jest na 2018 rok, a drugiego na 2020 rok.

## Galeria

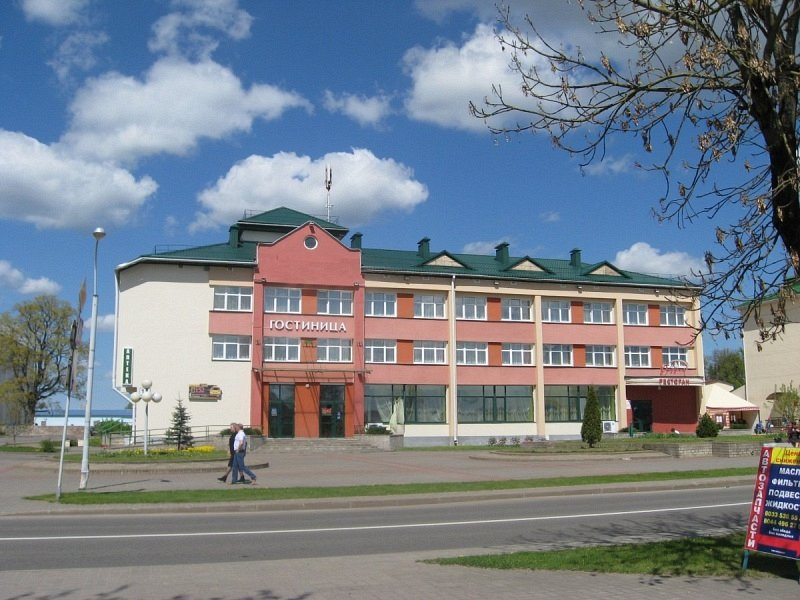
Hotel
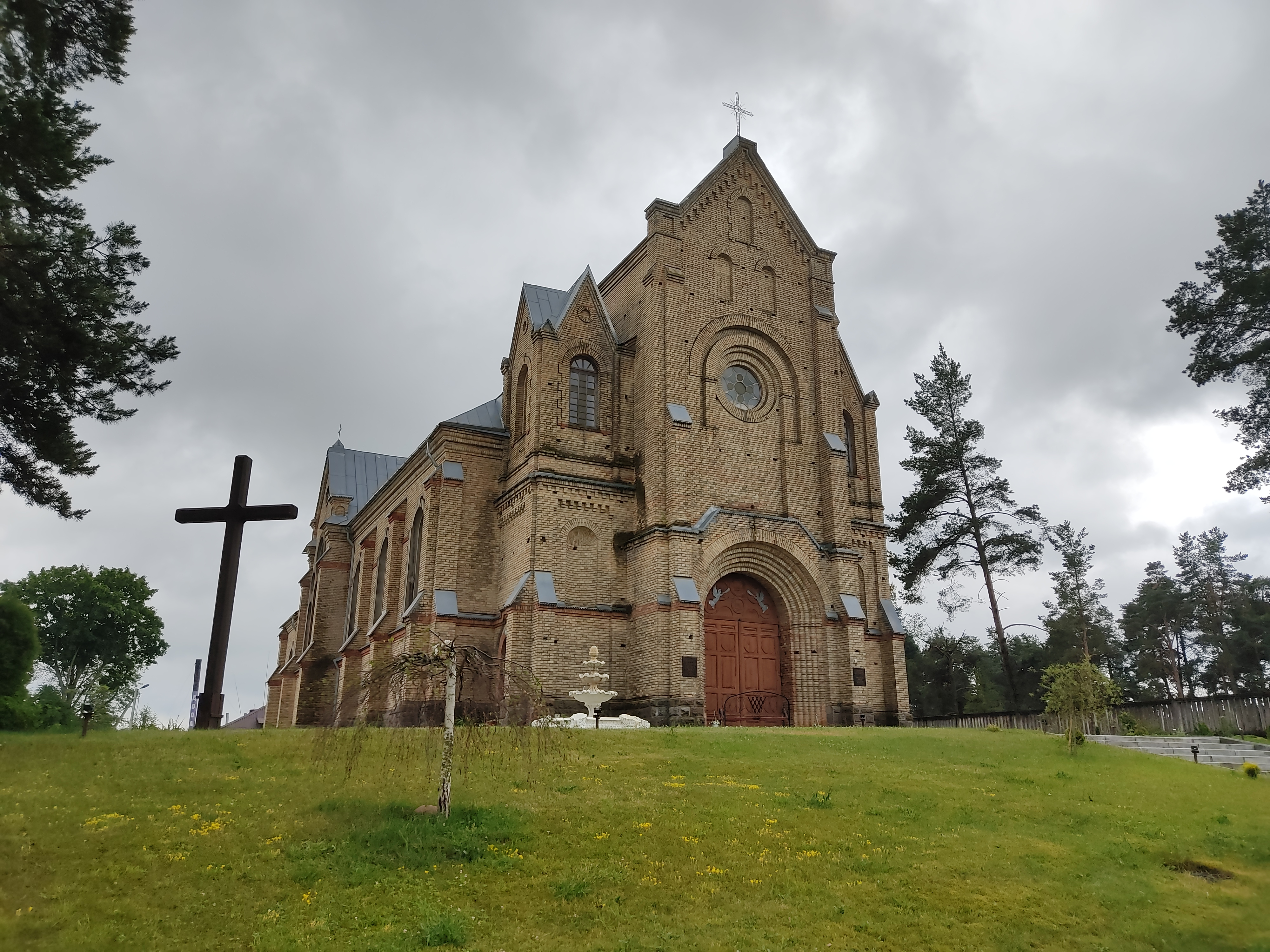
Kościół Świętego Krzyża
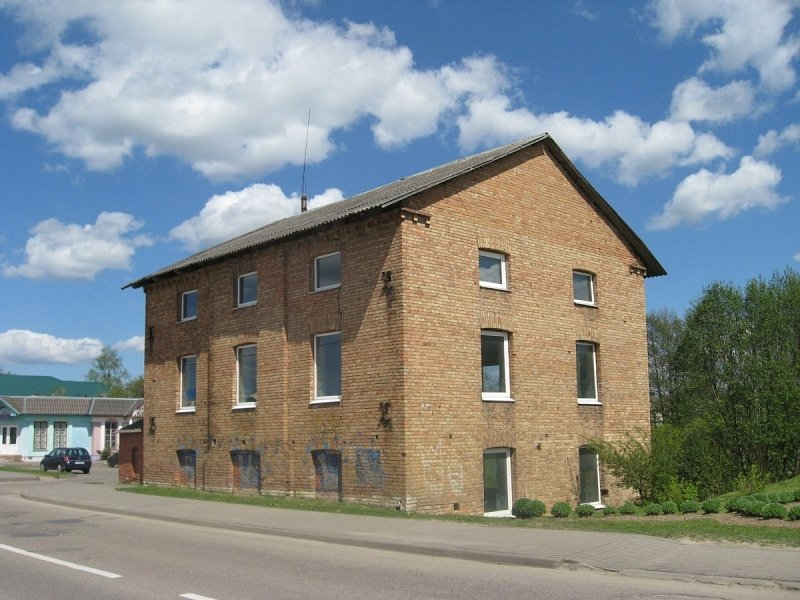
Młyn wodny
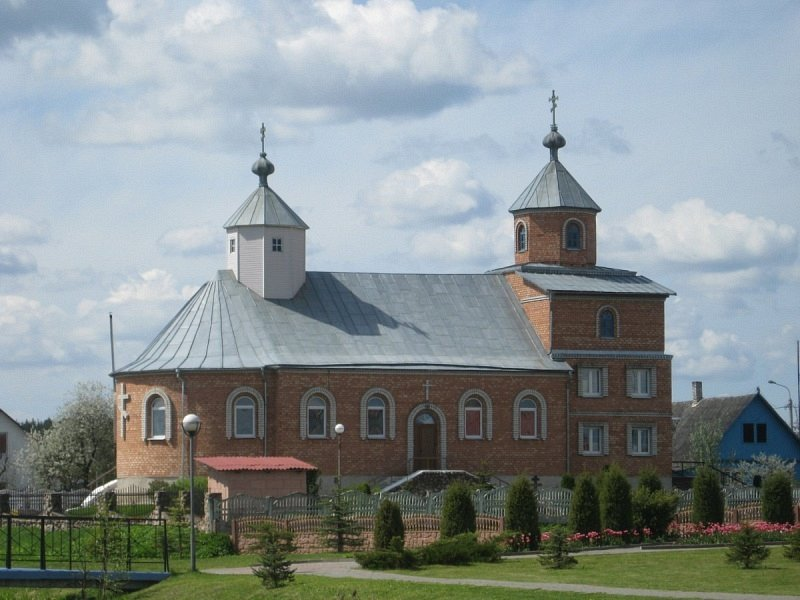
Cerkiew Świętych Apostołów Piotra i Pawła
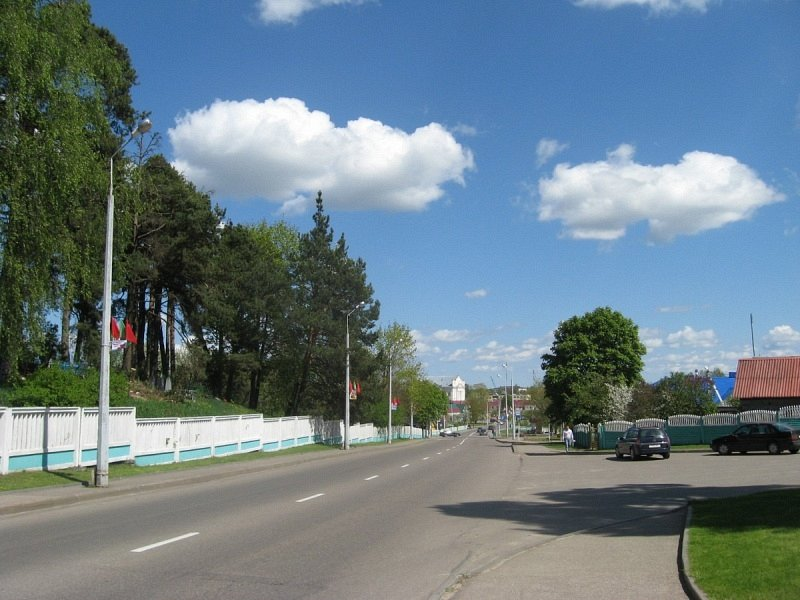
Ulica Lenina